# Árvore da Esperança, Mantenha-se Firme
Árvore da esperança, mantem-te firme é uma pintura de Frida Kahlo. A data de criação é 1946.

## Descrição
A obra foi produzida com tinta a óleo e tela de fibras.Faz parte da coleção pessoal de Daniel Filipacchi.[carece de fontes?]
Um autorretrato, Árvore da esperança, mantenha-se firme é uma reação de Kahlo a uma cirurgia à qual teve de submeter-se. Há duas representações da pintora na obra: uma forte, confiante; uma que acaba de sair da sala de cirurgia. Uma divisão central, entre luz e sombra, reforça a distinção das personagens.

## Análise
O tema central da obra é o sofrimento. Há representações desse sentimento a partir de matizes culturais pré-hispânicos e ocidentais. O sangue na perspectiva europeia é dor; no México tradicional, é redenção.